# Cuixcoatitla
Cuixcoatitla är en ort i Mexiko.   Den ligger i kommunen Axtla de Terrazas och delstaten San Luis Potosí, i den sydöstra delen av landet, 220 km norr om huvudstaden Mexico City. Cuixcoatitla ligger 119 meter över havet och antalet invånare är 623.
Terrängen runt Cuixcoatitla är huvudsakligen kuperad, men norrut är den platt. Runt Cuixcoatitla är det ganska tätbefolkat, med 179 invånare per kvadratkilometer. Närmaste större samhälle är Tamazunchale, 11,7 km söder om Cuixcoatitla. Omgivningarna runt Cuixcoatitla är en mosaik av jordbruksmark och naturlig växtlighet.